# 超新星/加速探査機
超新星/加速探査機（ちょうしんせい/かそくたんさき、英語: Supernova/Acceleration Probe, SNAP）は、カリフォルニア州のソノマ大学とローレンス・バークレー国立研究所が計画している、宇宙の加速膨張に関して研究する為の人工衛星である。この衛星は3年間のミッションを通じて2000個以上の超新星を観測する事が見込まれる。
SNAPはまだ構想中である。承認されると2013年に打ち上げることが望まれる。